# Jean-Jacques Blanpain
Jean-Jacques Blanpain (Marseille, 4. prosinca 1777. – 5. kolovoza 1843.), francuski astronom.

## Životopis
Imenovao ga je 1810. na mjesto ravnatelja Marseilleske zvjezdarnice Ured za dužine, tijelo osnovano 1775. a koje je nadziralo nacionalnu astronomiju. Na mjestu ravnatelja zamijenio ga je 1821. Adolphe Gambart (1800. – 1836.).
Blanpainu pripada zasluga za otkriće periodičnog kometa 289P/Blanpain 28. studenoga 1819. godine, kometa koji je nakon što je bio izgubljen ponovo otkriven stduenoga 2003. godine.